# Nørrejylland

Nørrejylland, markerat med mörkrött (Mors, Læsø och Anholt med grönt och Nørrejyske Ø med lila är också delar av Nørrejylland).

Nørrejylland är en historisk benämning för Jylland norr om Kongeå. Jylland söder om Kongeå kallas Sønderjylland. Nørrejylland skall således inte förväxlas med Nordjylland, som betecknar Jylland norr om Limfjorden (Nørrejyske Ø) och Himmerland. Benämningen Nørrejylland är idag sällan använd. Landsarkivet for Nørrejylland är undantaget som bekräftar regeln.
Historiskt hade Nørrejylland på medeltiden sitt eget landsting (Viborg Landsting), där bland annat flera konungaval genomfördes. Under åren 1836-48 fanns Nørrejyllands provinsialständer, som hade sitt säte i Viborg.